# Johnny Anderson (labdarúgó)
John „Johnny” Anderson (Barrhead, 1929. december 8. – 2001. augusztus 22.) skót labdarúgókapus.
A skót válogatott tagjaként részt vett az 1954-es labdarúgó-világbajnokságon.